# Eduardo Niño
Eduardo Niño García (Bogotá, 1967. június 8. –), kolumbiai válogatott labdarúgókapus.
A kolumbiai válogatott tagjaként részt vett az 1990-es világbajnokságon, illetve az 1989-es és az 1991-es Copa Américán.

## Sikerei, díjai
América de Cali
- Kolumbiai bajnok (3): 1990, 1992, 1997